# Halesus calabrus
Halesus calabrus är en nattsländeart som beskrevs av Moretti och Spinelli Batta 1979. Halesus calabrus ingår i släktet Halesus och familjen husmasknattsländor. Inga underarter finns listade i Catalogue of Life.